# Torre mantequera

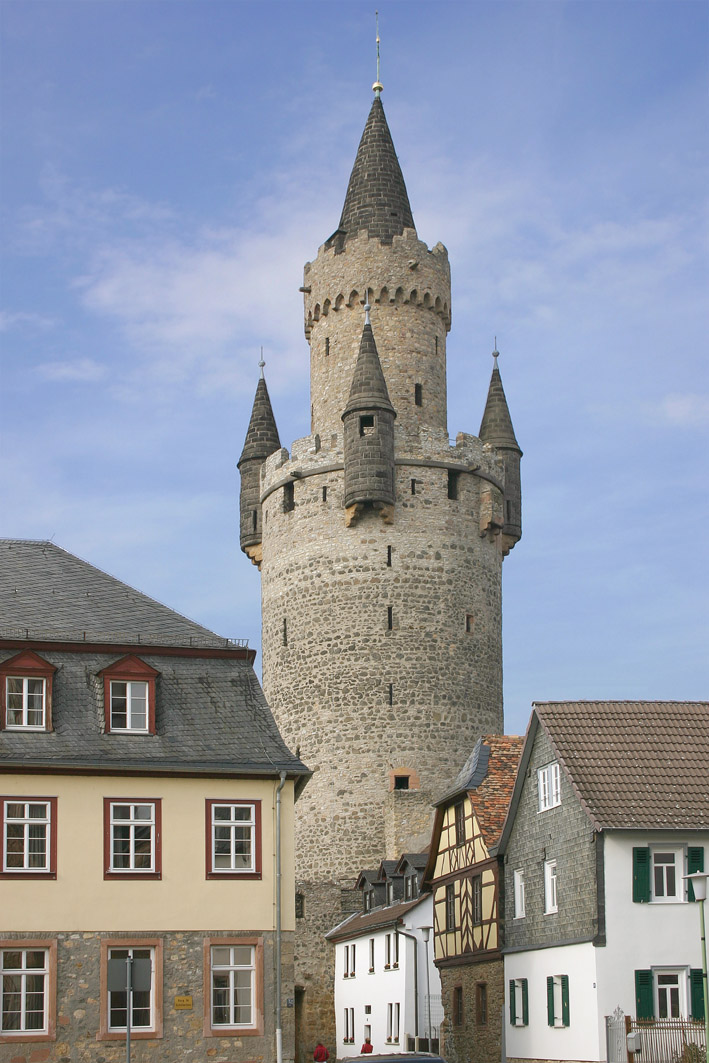
Adolfsturm de Friedberg, con garitas.

La torre mantequera (en alemán: Butterfassturm) es una torre compuesta por dos partes en la cual la parte superior tiene un diámetro más pequeño que la inferior. Esto proporciona una plataforma de combate o terraza a mitad de camino, mientras que la parte superior se convierte en un lugar de observación elevado. Las dos secciones de la torre solían ser cilíndricas, aunque en algunos casos podían tener planta cuadrada. Su nombre deriva de su forma que es similar a la de una mantequera hacia arriba, un contenedor cilíndrico con una sección más corta y estrecha en su parte superior.
El diseño apareció en el siglo XIV, y se empleó especialmente para los bergfriede de los castillos en Europa, pero también para las torres de murallas o torres de vigilancia en las murallas de la ciudad. Su valor de combate o defensivo no era mucho mayor que el de las torres defensivas ordinarias, pero ofrecía una mejor observación a mayor distancia. El motivo de la construcción de las torres mantequeras puede haber sido más simbólico que estratégico.
A finales de la Edad Media, se erigieron muchas torres mantequeras en la región del Rin Medio, Sur de Hesse y Taunus. Los ejemplos incluyen la "Torre Blanca" de Bad Homburg, la Adolfsturm de Friedberg, la "Torre de las Brujas" y el bergfried castillo de Idstein y la "Torre de los Bueyes" de Oberwesel. 
El Marksburg sobre Braubach en el Rin tenía un bergfried cuadrado al que se le añadió una pequeña torreta mantequera en 1468. Esta se quemó en 1705 y fue reemplazada en 1905. Una de las torres más altas es la Torre Redonda de 56 metros de altura, símbolo de la ciudad de Andernach, que data de 1453 y tiene una variación inusual: una torreta superior octogonal con techo a dos aguas de piedra. El bergfried más alto de un castillo en una colina con la parte superior de mantequera  fue el del castillo de Rheinfels (1370) sobre Sankt Goar, que tenía 54 metros de altura en la plataforma intermedia, pero fue destruido en 1797. El tercer bergfried más alto que se conserva en Alemania está en Osterburg cerca de Weida en Turingia, tiene 53 metros de altura y también está diseñado como una torre mantequera. También es uno de los bergfriede más antiguos que se conservan, que data de 1193. Mide 24 metros hasta la plataforma y tiene un tejado cónico de piedra octogonal que data del siglo XV. 

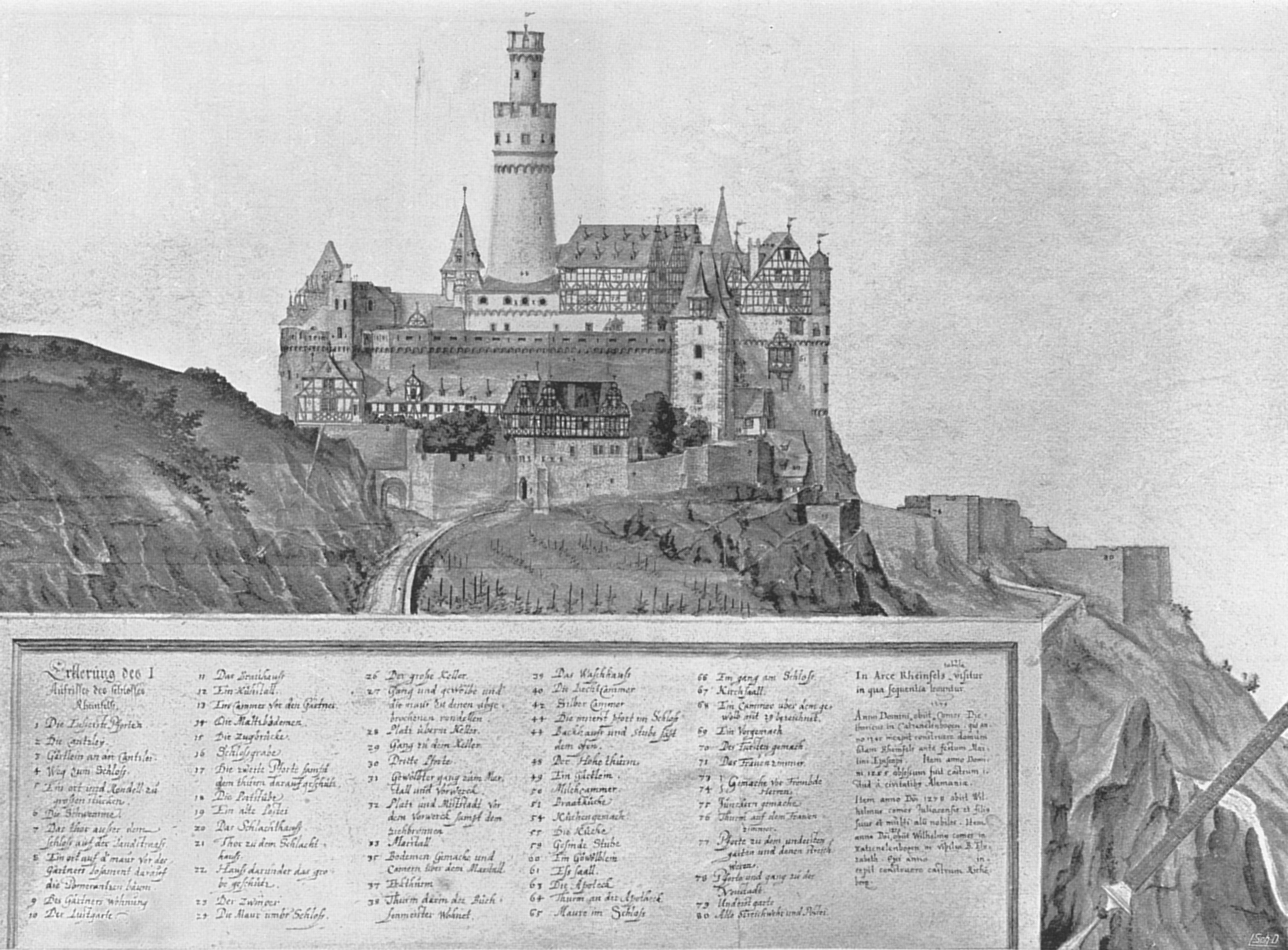
Castillo de Rheinfels, 1607.
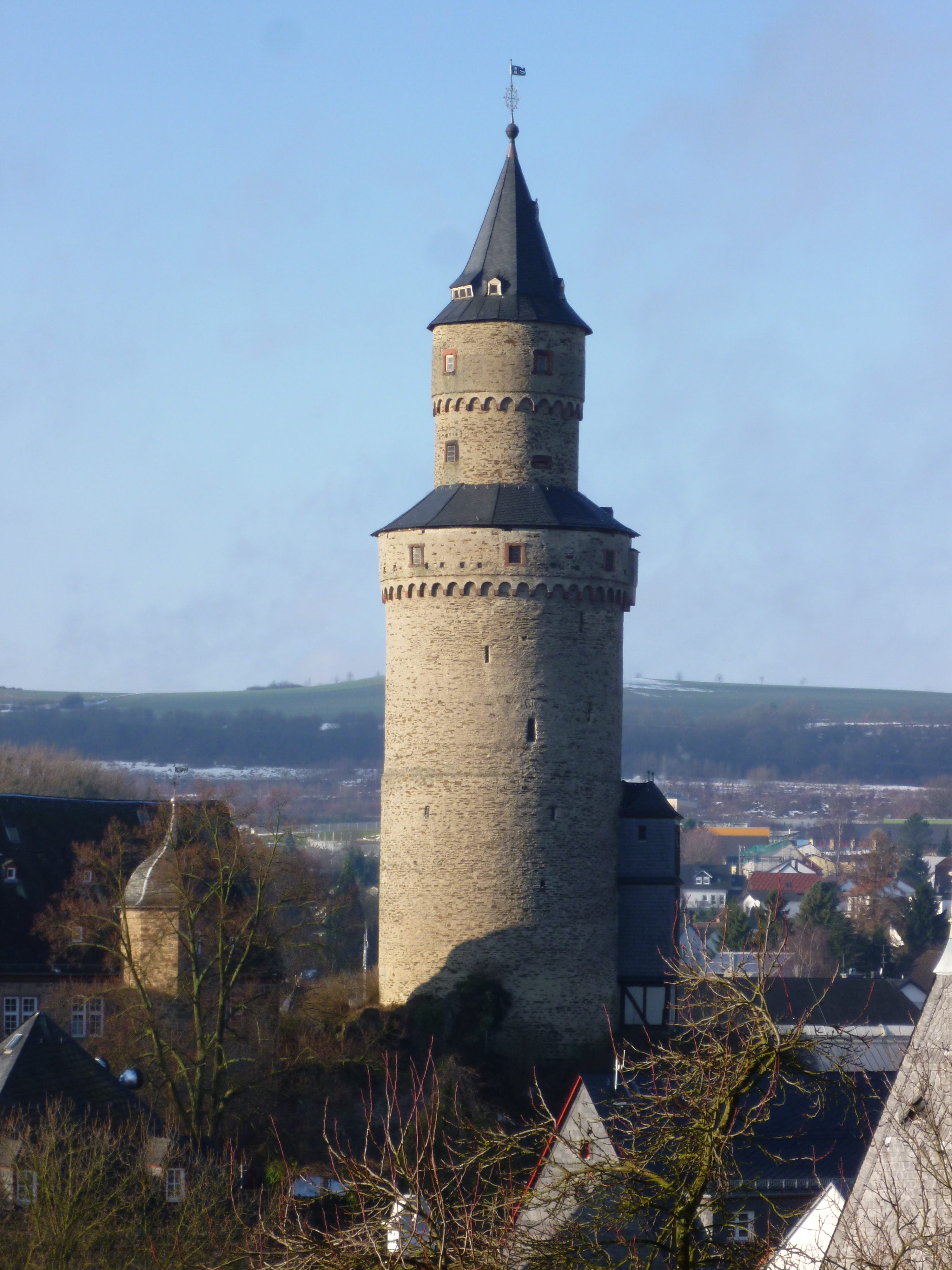
Torre de las Brujas del castillo de Idstein.
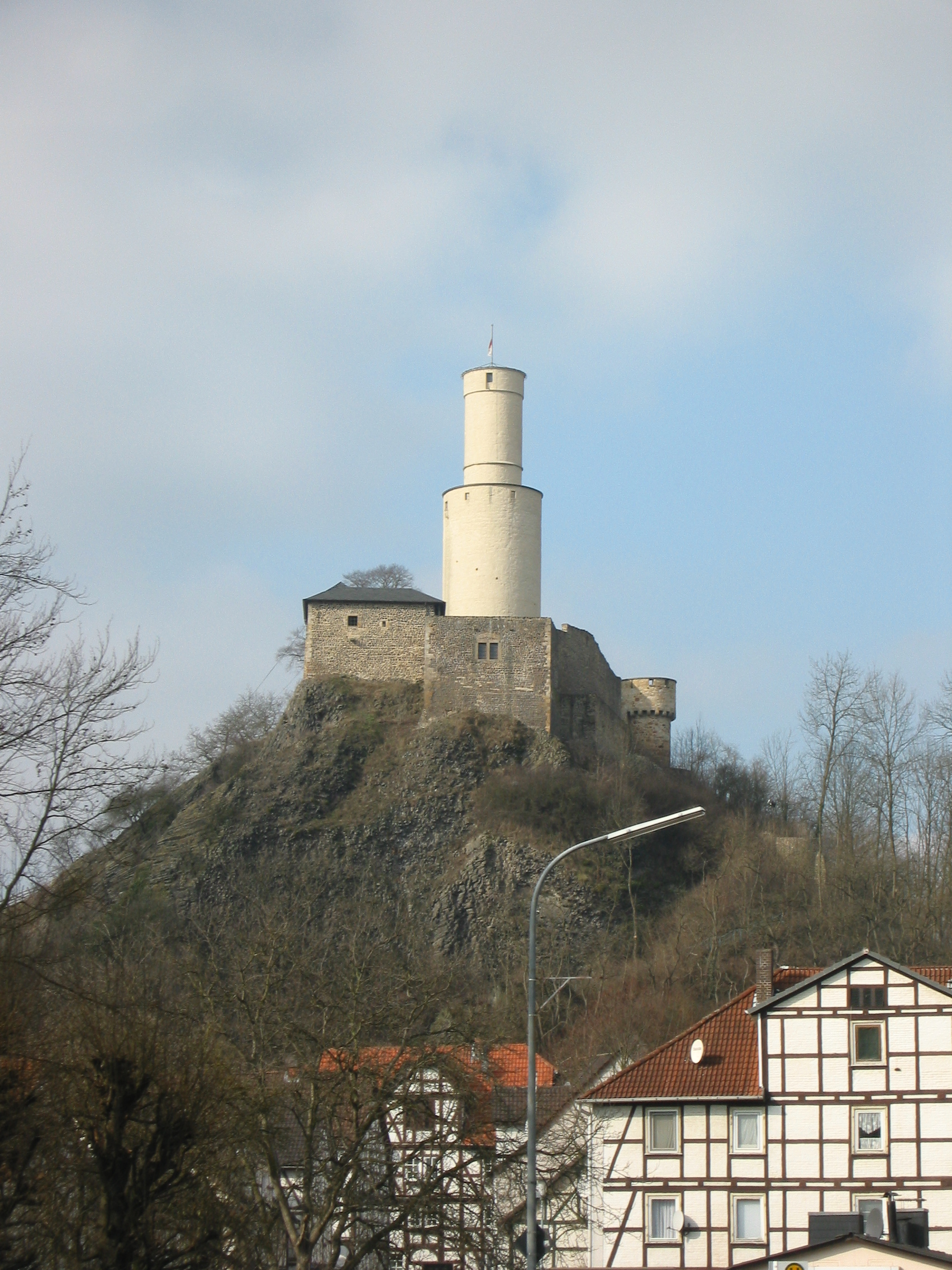
Felsburg, en Felsberg.